# Grid Dip Meter

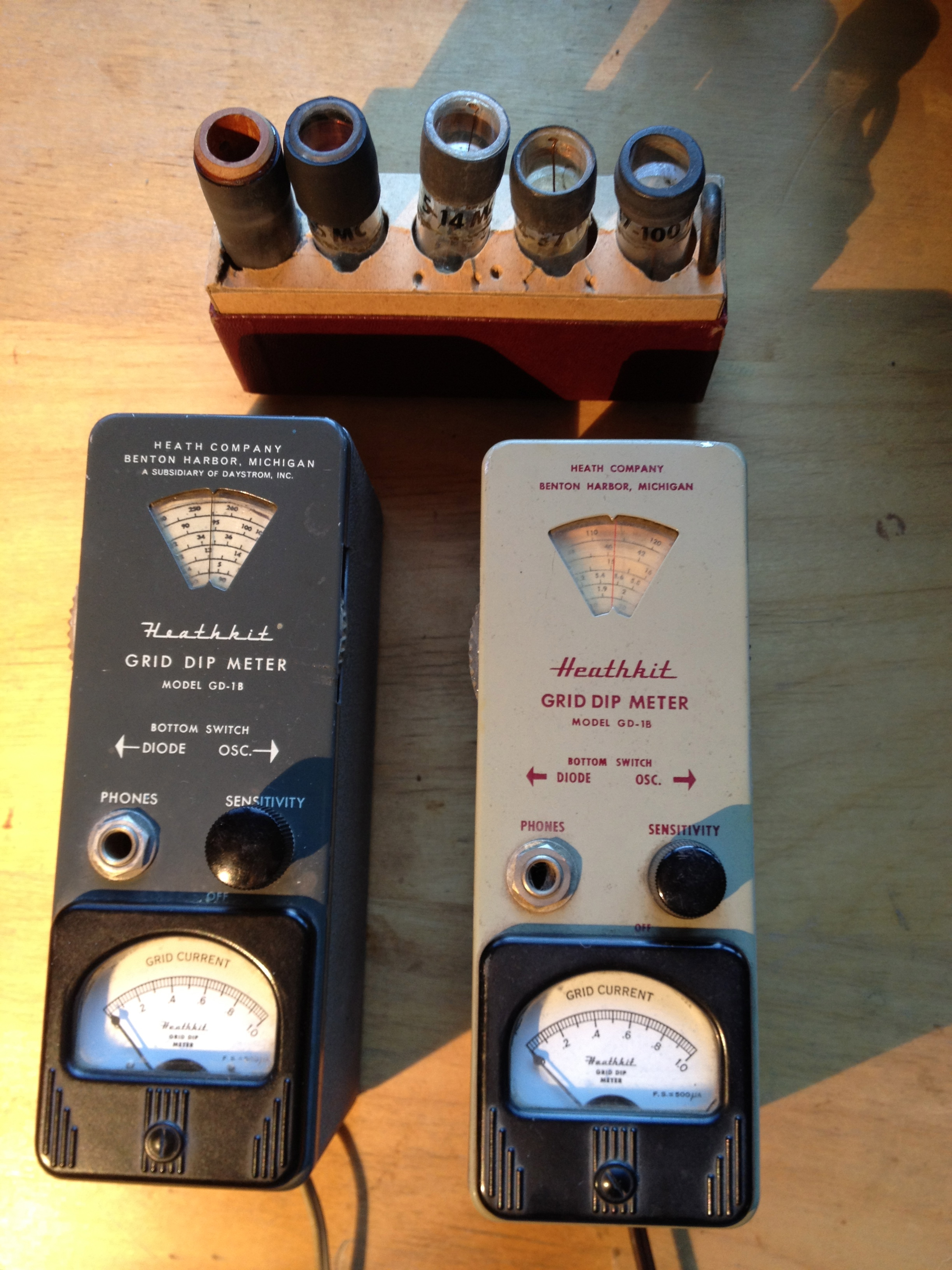
Grid-dip-meter GD-1B firmy Heathkit
(2 szt.), u góry zestaw wymiennych cewek

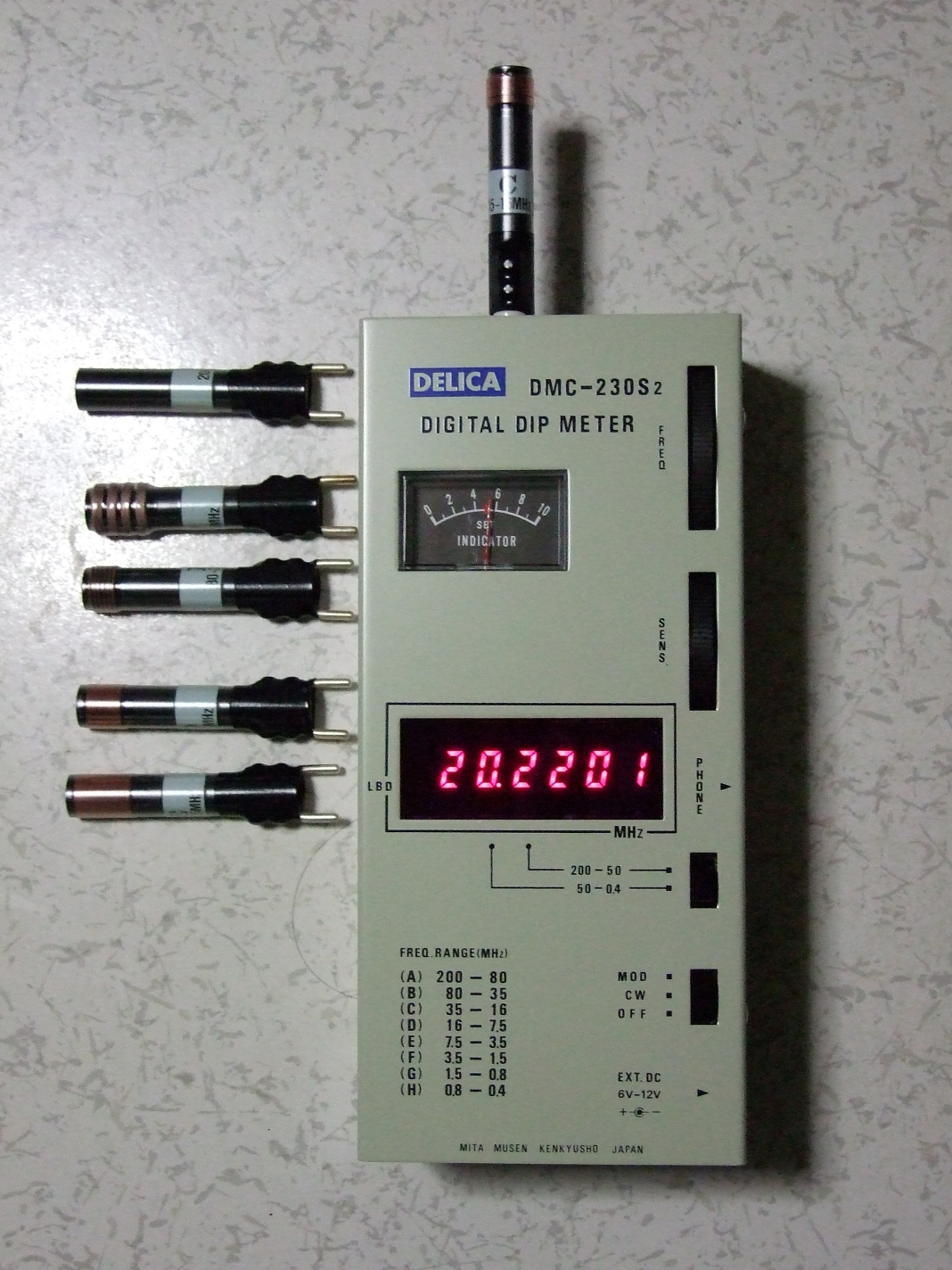
Digital-dip-meter z zestawem wymiennych cewek

Grid Dip Meter(także: Grid Dip Oscillator /GDO/) – rodzaj lampowego falomierza - generatora służącego do badania oraz strojenia układów elektronicznych pracujących w szerokim zakresie częstotliwości.

## Budowa i działanie
Podstawowym elementem tego generatora jest strojony obwód rezonansowy, zawierający cewkę wymienną nieekranowaną oraz kondensator zmienny wyskalowany w jednostkach częstotliwości. W celu dokonania pomiaru sprzęga się obwód rezonansowy generatora z obwodem badanym i reguluje częstotliwość kondensatorem zmiennym aż do wystąpienia rezonansu. Gdy przyrząd znajdzie się w rezonansie ze sprzężonym z nim obwodem, następuje drgnięcie (ang. dip) w lewo wskazówki mikroamperomierza, mierzącego prąd siatki (ang. grid) lampy generatora. Oznacza to gwałtowne zmniejszenie mierzonego prądu siatki, gdyż obwód badany odbiera wówczas energię z obwodu generatora i ich częstotliwości pokrywają się. 

## Późniejsze generacje dip-metrów
Generatory lampowe tego rodzaju użytkowane od lat 20. XX w. zostały wraz z rozwojem techniki wyparte z użytku przez swe odpowiedniki skonstruowane w oparciu o technikę półprzewodnikową (m.in. trans dip meter, gate dip meter, tunnel dipper), a później także technikę cyfrową (digital dip meter).